# Поґожалкі-Великі
Поґожалкі-Великі (пол. Pogorzałki Wielkie, нім. Pogorschalki) — село в Польщі, у гміні Козьмін-Велькопольський Кротошинського повіту Великопольського воєводства.
Населення — 124 особи (2011).
У 1975-1998 роках село належало до Каліського воєводства.

## Демографія
Демографічна структура станом на 31 березня 2011 року:
|          | Загалом | Допрацездатний вік | Працездатний вік | Постпрацездатний вік |
| -------- | ------- | ------------------ | ---------------- | -------------------- |
| Чоловіки | 58      | 12                 | 39               | 7                    |
| Жінки    | 66      | 14                 | 37               | 15                   |
| Разом    | 124     | 26                 | 76               | 22                   |